# Plataiai csata
A plataiai csata i. e. 479-ben lezajló ütközet a görögök és perzsák között, a görög–perzsa háborúk részeként, a boiótiai Plataiai mellett. A haderőt Spárta, Athén, Megara és Korinthosz poliszok katonái alkották. Pauszaniasz spártai régens vezetésével ötezer hoplita, valamint ötezer nehézfegyverzetű perioikosz és 35 000 könnyűfegyverzetű helóta sorakozott fel a perzsákkal szemben. Arisztodémosz vezetésével – aki Leónidasz halála után a fiatal Pleisztarkhosz helyett uralkodott – a spártaiaknak sikerült a perzsák hadseregét legyőzni. A plataiai csata után a megmaradt perzsa erők kivonultak Attikából és Boiótiából.

## Előzményei
Az i. e. 480-as év volt a görög–perzsa háborúk egyik legmozgalmasabb éve, három nagyobb csata is zajlott. A thermopülai csata és az artemiszioni tengeri csata I. Khasajársá (I. Xerxész) győzelmével végződött. A perzsa sereg előtt a szárazföldön és tengeren is megnyílt az út a görög területek belseje felé. A szalamiszi csata azonban megfordította ezt a helyzetet, és a tengeri utánpótlását elvesztő perzsa sereg Mardoniosz és Artabazosz vezetésével visszavonult téli szállásaira, a félsziget északi, szilárdan kézben tartott részére. Hozzájárult a visszavonuláshoz egy Babilonban kitört felkelés, amely a királyi haderő egy részét lekötötte az anyaországban. Megpróbálta rávenni a görögöket arra, hogy kössenek vele (egyenlőtlen) szerződést, a görög államok ehelyett megújították szövetségüket, és úgy döntöttek, megpróbálják kiverni a perzsákat a félsziget északi részéről, mielőtt a nagykirály seregével visszatérne. Az athéniek Attika és Lakónia városaitól is kértek és kaptak segítséget a perzsák ellen.
A következő hadászati szezonban a spártaiak megindultak északra a Peloponnészoszi-félszigetről, de Mardoniosz megelőzte őket. A perzsa fővezér betört Attikába, és elfoglalta Athént, aminek szárazföldi hadereje a marathóni csata óta eltelt tizenegy évben meggyengült, mert Themisztoklész minden erőforrást a hajóhad felszerelésére fordított. Ez Szalamisznál gyümölcsözött, a rákövetkező évben azonban behozhatatlan hátránnyá lett a perzsák ellen. Mardoniosz felgyújtotta a várost, majd visszavonult Boiótiába, hogy a számára kedvező sík terepen fogadhassa a görögöket. Thébai és Plataia között, az Aszóposz-síkságon ütött tábort. Előkészületként kiirtatta a választott csatatéren az erdőt, hogy még jobban kihasználhassa lovassági fölényét.

## A csata
A Pauszaniasz vezette görög had körülbelül 35 000 hoplitát számlált. A görögök Plataia közelében egy dombon vertek tábort, Mardoniosz lovassága pedig megtámadta őket. A görögök jól védekeztek, és visszaverték a rohamot. Egyes vélemények szerint a perzsa vezér szándékosan áldozta be lovassága egy részét, hogy így csalogassa le a görögöket sík terepre. 
Pauszaniasz valóban levonult csapataival a síkságra, de nem kelt át az Aszóposz folyón. A két sereg nyolc napig nézett szembe egymással, de közben Mardoniosz portyázó lovasokat küldött nagy kerülővel a görögök háta mögé, és ezek egyre jobban veszélyeztették a görög had utánpótlását. Helyzetüket tovább rontotta, hogy a perzsa lovasság egy hirtelen hadmozdulattal átkelt a folyón, és elvágta a görögöket egyetlen, a spártai állások mögött fakadó ivóvízforrásuktól. 
Szerfölött kedvezőtlenné vált helyzetükből Pauszaniasz egy éjszakai hadmozdulattal szerette volna kivonni csapatait, hogy a síktól délre magasló hegyek hágóiban és szorosait megerősítve jusson élelemhez és vízhez. A rendkívül bonyolult tervet nem sikerült végrehajtani; a hajnal még a síkon találta az összegabalyodott görög csapatokat. A perzsa lovasság rohamra indult ellenük; a lassabban mozgó gyalogság követte. Csapataik mozgását a perzsák sem tudták összehangolni, és a zűrzavart kihasználva Pauszaniasz ellentámadásba lendült.  A túlerőben harcoló perzsák jó eséllyel így is győztek volna, ha Mardoniosz fővezér el nem esik — Hérodotosz szerint egy spártai parittyás vagy athéni parittyás lőhette fejbe. Erre a perzsák megfutottak, a görögök pedig elfoglalták és megsemmisítették a perzsa tábort.

## Következmények
A menekülő perzsákat Artabazosz szedte össze több-kevesebb sikerrel. Helyzetüket tarthatatlannak ítélte, és elindult velük hazafelé. Pauszaniasz húsznapos ostrommal bevette Thébait, amely korábban átállt a perzsákhoz, és kivégeztette a perzsapárti vezetőket. 
A görögök hálából a győzelemért egy tekergő kígyókat formázó bronzoszlopot állítottak a delphoi szentélyben, amely egy aranyból készített tripuszt tartott. Az építmény maradványa, a Kígyó oszlop ma Isztambulban található.